# 春夏秋冬 (Hilcrhymeの曲)
「春夏秋冬」（しゅんかしゅうとう）は、日本のヒップホップユニットHilcrhymeが2009年9月30日に発売した2枚目のメジャーシングルである。CDリリースに先駆け、2009年8月26日に着うた配信された。

## 概要
表題曲「春夏秋冬」は、日本の四季をテーマに大切な人と過ごす時間の喜びを描いた楽曲である。
レコチョクランキング ウィークリーチャート3位を獲得し、新人アーティストがリリース前にこの記録を樹立したのは過去に前例が無く、最速の好成績を残している。
2009年9月30日放送のフジテレビ系列『情報プレゼンター とくダネ!』で紹介され、絶賛を浴びた。
初回盤にはPVを収録したDVDが付いている。
また、楽曲のラストにライブ限定の歌詞が存在する。この歌詞は2009年10月23日放送のEX系列『ミュージックステーション』に出演の際、歌われた。
2009年10月26日付オリコンデイリーチャートにおいて、発売5週目で初の1位を獲得、また、2009年12月に着うたフル、2010年2月には着うたでミリオンを達成した。
2017年にリリースされた「アフターストーリー（After Story）」は、続編にあたる。
當山みれい「春夏秋冬 reprise」は女性目線のアンサーソング。
表題曲「春夏秋冬」はiPad用音楽ゲーム「jubeat plus」にて「ヒルクライムpack」として配信されている。
「春夏秋冬」の歌詞をモチーフにしたケータイ小説、「ヒルクライム携帯小説『春夏秋冬』」も制作された。

## 収録曲
1. 春夏秋冬（作詞：TOC、作曲：DJ KATSU、編曲：Hilcrhyme・EQ）　（4：58）
  - テレビ愛知『a-ha-N』2009年9月度エンディングテーマ
  - TBS系 『CDTV』2009年9月度エンディングテーマ[3]
  - 「レコチョク」TVCM
  - 全国ネット『Music B.B.』2009年9月度エンディングテーマ
  - 毎日放送『MUSIC EDGE + Osaka Style』2009年9月度エンディングテーマ
  - 読売テレビ『Music&Entertainment ガチカメ7』2009年9月度エンディングテーマ
  - 九州朝日放送『ドォーモ』2009年9月度エンディングテーマ
  - テレビ大阪『ナイトクルージング』2009年10月度エンディングテーマ
  - 「ヤマハミュージックメディア」TVCM
2. ♪メリーゴーラン♪（作詞：TOC、作曲：DJ KATSU、編曲：Hilcrhyme）　（3：35）